# Ivana Trump
 Ikke at forveksle med Ivanka Trump.
Ivana Marie Trump (født Zelníčková den 20. februar 1949 i Gottwaldov (i dag Zlín), død 14. juli 2022) var en tjekkisk-født amerikansk forretningskvinde, forfatter, jetsetter og tidligere fotomodel. Hun var den tidligere amerikanske præsident Donald Trumps første hustru. Deres børn indgik i Trumps embedsstand under hans præsidentperiode.
Ivana Trump boede i Canada i 1970'erne før hun flyttede til USA, hvor hun fik flere fremtrædende stillinger i Donalds Trumps forretningsimperium.
Ivana og Donald Trump var prominente personligheder i New Yorks jetset op igennem 1980'erne. Parrets skilsmisse i 1992 fik betydelig mediedækning. Efter skilsmissen udviklede hun sine egne designlinjer inden for beklædning, smykker og skønhedsprodukter, der blev solgt via tv-shops. Hun var fra 1995 til 2010 redaktør på en brevkasse "Ask Ivana" i en tabloidavis og udgav i sit navn flere bøger om selvhjælp m.v. samt en selvbiografi Raising Trump.

## Død
Ivana Trump døde i sit hjem på Manhattan i New York City den 14. juli 2022. Hun blev fundet bevidstløs nedenfor en trappe. Hendes død blev offentliggjort af Donald Trump på Trumps app Truth Social.